# Amasadera

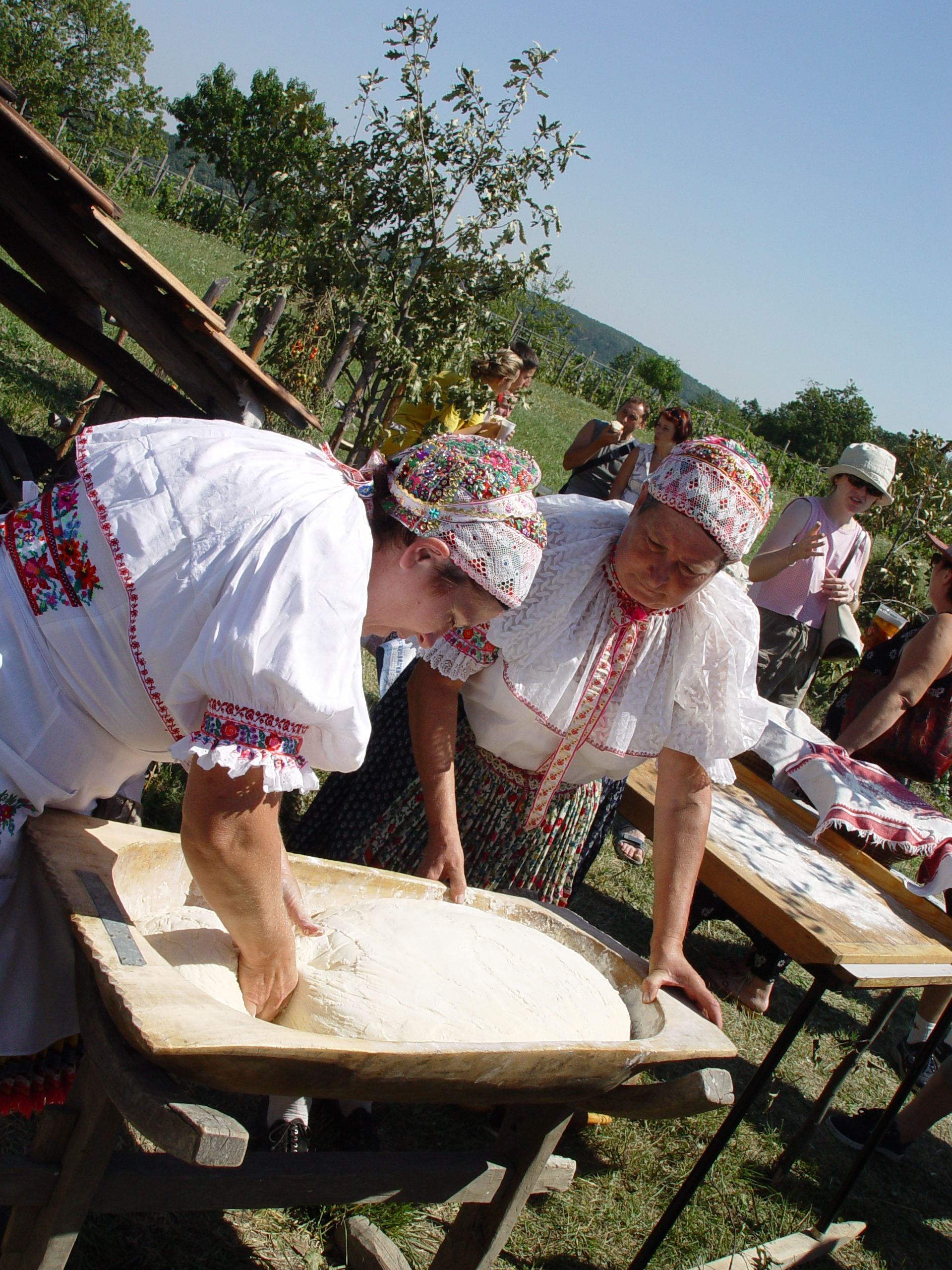
Fabricación de pan en una amasadera manual

Se llama amasadera o amasador a una artesa de madera, que casi siempre es plana (pero puede ser semicilíndrica), horizontal y colocada a la altura más cómoda para el trabajo, que se utiliza para amasar el pan. 
Para ello, se echa sobre la levadura el agua necesaria para formar la pasta. Por medio de las manos se trabaja la masa de modo que se divide y se vuelve lo más líquida posible, operación que se llama desleído; se introduce después poco a poco la cantidad de harina necesaria verificando rápidamente la mezcla sin retirar la mano, a cuya operación se llama la primera vuelta, de la que depende la calidad del amasijo. Se rasca entonces la amasadera, reuniendo en una sola masa todas las partes de la pasta, dividiéndola en pedazos grandes que se trabajan sucesivamente para llevarlos de izquierda a derecha. En tal estado se levanta la masa, se repliega sobre sí misma y se la deja caer con fuerza, arrojándola sobre las partes trabajadas ya. La pasta trabajada de este modo, se vuelve a rascar la amasadera separando la mitad con objeto de emplearla como levadura en la hornada siguiente. Enseguida se empieza otra operación que se llama remojado consistente en hacer absorber a la pasta una mayor cantidad de agua.
El amasado a mano resulta penoso, caro y poco higiénico. Es por ello que dicho procedimiento se ha reemplazado por las máquinas amasaderas, seguido hoy en casi todas las panaderías de alguna importancia. Estas amasaderas mecánicas pueden utilizarse tanto en grandes como en pequeñas panaderías al ser movidas por medios eléctricos o mecánicos. 